# Львов-Анохин, Борис Александрович
Бори́с Алекса́ндрович Львов-Ано́хин (9 октября 1926 — 14 апреля 2000) — советский и российский театральный режиссёр, театровед, балетовед. Народный артист РСФСР (1987).

## Биография
Борис Львов-Анохин в 1950 году окончил Ленинградский театральный институт имени А. Н. Островского. С этого времени и до 1963 года был режиссёром ЦАТСА.
Среди его постановок «Фабричная девчонка» А. М. Володина, «Птицы нашей молодости» И. П. Друцэ (совместно с Б. А. Морозовым), «Добряки» Л. Г. Зорина.
В 1963—1968 годах был главным режиссёром МДТ имени К. С. Станиславского. Ставил спектакли и в «Современнике», в том числе «Моя старшая сестра» по пьесе А. М. Володина.
В 1979—1989 годах — режиссёр Малого театра. Специально для Елены Гоголевой поставил спектакли «Мамуре» по пьесе Ж. Сармана и «Холопы» по пьесе П. Гнедича, где она сыграла последнюю свою роль.
Последние годы жизни (с 1989) возглавлял Новый драматический театр.
По мнению В. Гаевского, Львов-Анохин «был великим мастером актёрских портретов, <…> и каждый его спектакль — актёрская сенсация».
С 1948 года публиковал статьи о театре и балетном искусстве, автор книг и более двухсот статей о русском балете. Был также ведущим первой на советском телевидении передачи о балете, делал документальные фильмы о балетных конкурсах.
По утверждению Евгения Додолева, многолетние личные отношения связывали его с Виталием Вульфом.
Скончался 14 апреля 2000 года в Москве от сердечного приступа. Похоронен на Троекуровском кладбище.

## Признание и награды
- Заслуженный артист РСФСР (14 декабря 1962)
- Народный артист РСФСР (22 июня 1987)
- Орден «За заслуги перед Отечеством» IV степени (12 сентября 1996)[6]

## Фильмография
- 1980 — «Незнакомец» — телеспектакль по комедии Леонида Зорина.
- 1988 — «Холопы» — телеспектакль по одноимённой пьесе П. П. Гнедича в постановке Малого театра. Режиссёр-постановщик.

### Книги
- Б. А. Львов-Анохин. Уланова. — М.: Искусство, 1954. — 50 с. — 10 000 экз.
- Б. А. Львов-Анохин. Лауреат Ленинской премии Галина Уланова. — М.: Знание, 1958. — 32 с.
- Б. А. Львов-Анохин. Амвросий Максимилианович Бучма. 1891-1957. — М.: Искусство, 1959. — 182 с.
- Б. А. Львов-Анохин. Алла Шелест. — М.: Искусство, 1964. — 128 с. — 20 000 экз.
- Б. А. Львов-Анохин. Людмила Фетисова. — М.: Искусство, 1964. — 96 с.
- Б. А. Львов-Анохин. Новое в советском балете. — М.: Знание, 1966. — 62 с.
- Б. А. Львов-Анохин. Майя Плисецкая // Труд актёра. — М.: Советская Россия, 1966. — 78 с. — 70 000 экз.
- Б. А. Львов-Анохин. Галина Уланова. — М.: Искусство, 1970. — 280 с. — (Жизнь в искусстве). — 50 000 экз.
- Б. А. Львов-Анохин. Балетные спектакли последних лет. — М.: Знание, 1972. — 72 с.
- Б. А. Львов-Анохин. Беседы режиссёра. — М.: Советская Россия, 1972. — 128 с. — (Библиотечка: В помощь художественной самодеятельности).
- Б. А. Львов-Анохин. Мастера Большого балета. — М.: Искусство, 1976. — 240 с. — 25 000 экз.
- Б. А. Львов-Анохин. Галина Уланова. — 2-е, дополненное. — М.: Искусство, 1984. — 350 с. — 50 000 экз.
- Б. А. Львов-Анохин. Сергей Корень. — М.: Искусство, 1988. — 240 с. — (Солисты балета). — 25 000 экз.
- Б. А. Львов-Анохин. Владимир Васильев. — М.: Центрполиграф, 1998. — 430 с. — 5000 экз. — ISBN 5-218-00373-5.

### Избранные статьи
- Львов-Анохин Б. Современная тема в балете // Музыкальная жизнь : журнал. — М., 1960. — № 2.
- Львов-Анохин Б. «Легенда о любви» в Большом театре // Театр : журнал. — М., 1965. — № 9.
- Львов-Анохин Б. Марис Лиепа // Театр : журнал. — М., 1970. — № 6.
- Львов-Анохин Б. Колорит танца // Правда : газета. — М., 1972. — № от 5 июля.
- Львов-Анохин Б. Концерт Малики Сабировой // Театр : журнал. — М., 1973. — № 8.
- Львов-Анохин Б. Легенда: Гельцер, Качаров, Сабирова // Балет : журнал. — М., 1992. — № 2.
- Львов-Анохин Б. Лоренс Оливье балета // Вечерняя Москва : газета. — М., 1996. — № от 6 июля.
- Львов-Анохин Б. Торжество и трагедия артистической воли // Большой театр : газета. — М., 1996. — № от 27 ноября.